# Метицилін
Метицилін — напівсинтетичний антибіотик  з групи пеніцилінів, що застосовувався парентерально. У зв'язку з високою токсичністю препарат застосовується тільки для лабораторних досліджень. У порівнянні з іншими β-лактамними антибіотиками, що стійкі до дії β-лактамаз, у метициліну спостерігався вужчий спектр чутливості та частий побічний ефект — інтерстиціальний нефрит, який зрідка зустрічається при застосуванні препаратів групи пеніцилінів; окрім цього, препарат можна було застосовувати тільки парентерально. Наразі метицилін використовують тільки в лабораторних дослідженнях для визначення чутливості Staphylococcus aureus до антибіотиків.

## Історія
Метицилін був розроблений фармакологічною компанією Beecham у 1959 році. Препарат застосовувався для лікування інфекцій, що спричинені грампозитивними мікроорганізмами, особливо тими, що виробляли фермент β-лактамазу, найчастіше це Staphylococcus aureus, який нечутливий до більшості пеніцилінів. Хоча зараз у клінічній практиці метицилін не застосовується у зв'язку із частими побічними ефектами (препарат був замінений на менш токсичні та стабільні оксацилін, флюклоксацилін та диклоксацилін), термін метицилін-резистентний золотистий стафілокок (англ. MRSA) залишився у використанні.

## Фармакологічні властивості
Метицилін, як і інші β-лактамні антибіотики, порушує синтез клітинної стінки бактерій. Препарат інгібує утворення перехресних зв'язків між лінійними молекулами пептидоглікану — основного компонента стінки грампозитивних бактерій. Метицилін зв'язується і конкурентно інгібує фермент транспептидазу, що утворює перехресні зв'язки між D-аланіл-аланін під час синтезу пептидоглікану. Метицилін та інші β-лактамні антибіотики є структурними аналогами D-аланіл-аланіну,і тому вони інгібують фермент транспептидазу. Метицилін добре проникає у більшість тканин та рідин організму, особливо у кісткову тканину, мигдалики. 20-30 % препарату метаболізується в печінці, активні метаболіти антибіотику не виявлені. Виводиться метицилін з організму з жовчю (2-3 %) та сечею (60-70 % в незміненому вигляді). Враховуючи, що існує не тільки ниркова, а й печінкова екскреція препарату, немає потреби у зміні дозування при незначній нирковій недостатності.

## Форми випуску
Метицилін випускався у вигляді порошку у флаконах для ін'єкцій по 1,0 г.